# Parornix conspicuella
Parornix conspicuella är en fjärilsart som först beskrevs av William George Dietz 1907.  Parornix conspicuella ingår i släktet Parornix och familjen styltmalar. Inga underarter finns listade i Catalogue of Life.